# Aero L-29
O Aero L-29 Delfin é uma aeronave a jato para treinamento militar monomotor monoplano desenvolvida pela empresa Aero Vodochody da Tchecoslováquia, seu primeiro voo ocorreu em 5 de abril de 1959. Entrou em serviço operacional em 1963, 3.600 unidades foram construídas. Foi desenvolvido para ser uma aeronave simples e de baixo custo.
O L-29 foi a primeira aeronave a jato projetada e construída na Tchecoslováquia. Foi selecionado como aeronave de treinamento padrão dos países do Pacto de Varsóvia concorrendo com o polonês PZL-Mielec TS-11 Iskra e o russo Yakovlev Yak-30.
O L-29 era um monomotor a jato de asa média com trem de pouso retrátil e impulsionado pela turbina tchecoslovaca Motorlet M 701.
Foi substituído pelo Aero L-39 Albatros.

## Operadores
- Afeganistão
- União Soviética cerca de 2.000 unidades
- Tchecoslováquia cerca de 400 unidades
- Bulgária
- Alemanha Oriental
- Hungria
- Roménia
- Egito
- Síria
- Nigéria
- Uganda
- Iraque
- Indonésia
- Guiné
- Mali
- Vietname
- Gana